# Jerzy Putrament
Jerzy Putrament (Minsk, 1910 — Varsòvia, 1986) va ser un escriptor, editor, polític i diplomàtic polonès d'origen belarús. La seva obra està molt influenciada pels esdeveniments històrics del seu país, amb un fort component autobiogràfic.

## Biografia
Va néixer a Minsk, fill d'una família de tradició patriòtica d'origen rus, membres de l'Església Ortodoxa. Durant la Segona República Polonesa va estudiar a la Universitat de Vílnius on inicialment s'afilià a Endecja, un partit de dretes, malgrat que va acabar donant suport als comunistes. Després de la Invasió soviètica de Polònia va viure a Lviv on va fer de funcionari. La seva mare va ser deportada a Sibèria. Durant la Segona Guerra Mundial va viure a Moscou, on va exercir de comissari polític i de corresponsal de guerra en les forces poloneses de l'exèrcit roig. El 1941 va fundar la Unió de Patriotes Polonesos.
Després de la guerra va ocupar diversos càrrecs polítics en la República Popular de Polònia, entre ells ambaixador a Suïssa i França, i membre de la Sejm. Va editar dos revistes literàries, i va influenciar en la política cultural del seu país.
També va ser president de la Federació Polonesa d'Escacs.

## Obres
Putrament va escriure més de 50 obres de ficció. Abans de la guerra va publicar essencialment poesia. Després del conflicte va publicar diverses novel·les basades en la seva militància comunista. La seva obra Bołdyn va ser portada al cinema dirigida per Czesław Petelski.

### Poesia
- 1934 – Wczoraj powrót
- 1937 – Droga leśna
- 1944 – Wojna i wiosna
- 1951 – Wiersze wybrane

### Prosa
- 1936 – Struktura nowel Prusa
- 1946 – Święta kulo
- 1947 – Rzeczywistość
- 1952 – Wrzesień
- 1952 – Notatnik chiński
- 1953 – Od Wołgi do Wisły
- 1954 – Rozstaje
- 1955 – Trzy powroty
- 1956 – Notatki polemiczne
- 1956 – Dwa łyki Ameryki
- 1956 – Wakacje
- 1957 – Wypadek w Krasnymstawie
- 1957 – Trzynasty z Wesołka
- 1958 – Strachy w Biesalu
- 1959 – Kronika obyczajów
- 1959 – Fiołki w Neapolu
- 1961 – Arka Noego
- 1961 – Arkadia
- 1961 – Chińszczyzna
- 1961 – Pół wieku, t. I
- 1961 – Pół wieku, t. II
- 1963 – Cztery strony świata
- 1963 – Pasierbowie
- 1964 – Odyniec
- 1966 – Puszcza
- 1967 – Małowierni
- 1969 – Bołdyn